# 屋嶋城
屋嶋城（やしまじょう/やしまのき、屋島城）は、香川県高松市の屋島にあった日本の古代山城。伊予総領（伊予など複数の国を管轄した軍政官）の管轄下で築かれたとされている。
城跡は、1934年（昭和9年）11月10日、国の史跡と天然記念物に指定された「屋島」の指定範囲に包含される。屋嶋城敷地跡には四国遍路84番札所の屋島寺がある。

## 概要
白村江の戦いで唐・新羅連合軍に敗れた大和朝廷は、日本の防衛のために、対馬～畿内に至る要衝に様々な防御施設を築いている。瀬戸内海の島に築かれた古代の屋嶋城は、667年（天智天皇6年）、高安城・金田城とともに築かれた。また、屋嶋城は、政権基盤の宮都を守る高安城、国土領域を守る最前線の金田城とともに、瀬戸内海の制海権を守る重要なポイントとされている。
屋島は江戸時代までは陸から離れた島であったが、江戸時代に始まる塩田開発と干拓水田は後の時代に埋め立てられ、陸続きになった。全体の大きさは南北5キロメートル・東西3キロメートル、南嶺の標高は292.0 m・北嶺の標高は282 m、山頂は平坦で、端部は急崖で囲まれた台地の地形で、南嶺と北嶺は細い尾根で接続されている。
屋嶋城は、南北嶺の山上全域が城跡とされている。山上の外周7キロメートルのほとんどが断崖で、南嶺の外周4キロメートルの断崖の切れ目に城壁が築かれている。山上からは山下の様子が明確に把握でき、メサの地勢を有効に活用した城で、懸門(けんもん)構造の城門の存在が判明したのは国内初のことであった。この懸門の存在は、大野城・基肄城と同様に屋嶋城の築城においても、百済からの亡命者が関与したことが窺える。

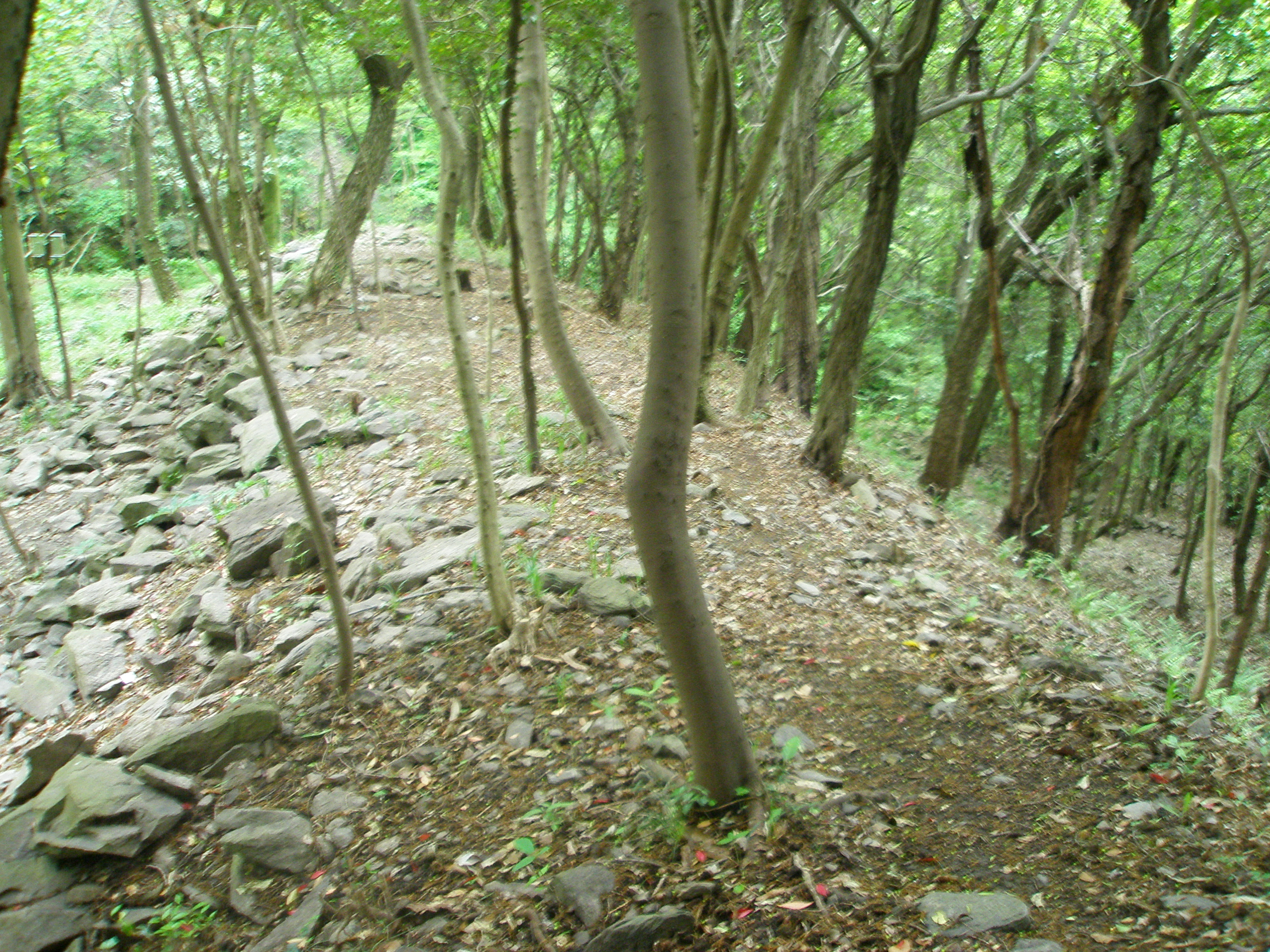
浦生の石塁（石塁の上部）

浦生（うろ）集落の砂浜が広がる海岸から谷筋を登れば山上に通じた道があり、標高100メートルの山中に谷を塞いだ、長さ約47 m×基底部幅約9 mの石塁と台状遺構（物見台）がある。この遺構は大正時代に発見され、山上の石塁が発見されるまでは、屋嶋城の唯一の遺構であった。山上の城は断崖を利用して城壁は築かれなかったとされ、山上に遺構が見当たらない。また、考古学の視点では未実証で、多くの研究者が実態の不明な山城に位置づけていた。2009年の調査で、7世紀後半代の城跡遺構であることが判明した。
屋嶋城は二重防御の城である 。浦生地区の遺構は、進入路を塞いだ遮断城で、大野城と水城・鬼ノ城と水城状遺構と同類とされている。
城門は懸門構造に加え、城内側は甕城（おうじょう）であり、通路は北側に直角に曲がる。門道は階段状で、城内から城外に向かって暗渠の排水路が設置され、通路の両側の柱穴の検出により建造物（門扉）の存在が実証された。
城門遺構の全長45 m×高さ6 mの石塁などが復元された。城門は幅5.4 m×奥行10 m、入口の高さ2.5 m（段差）である。城門の南側は、内托式の城壁で、高さ6 mの城壁がある。城門の北側は、夾築式の城壁で、北端は断崖に接続され、長さ10 m×高さ5 m×幅10 mである。城門遺構の見学路などが整備され、2016年3月19日、一般公開となる。
南嶺山上の北斜面土塁は、斜面を利用し、幅約2 m×長さ約200 m×高さ約2 mの石積みの背面に盛り土をした、内托式の土塁である。

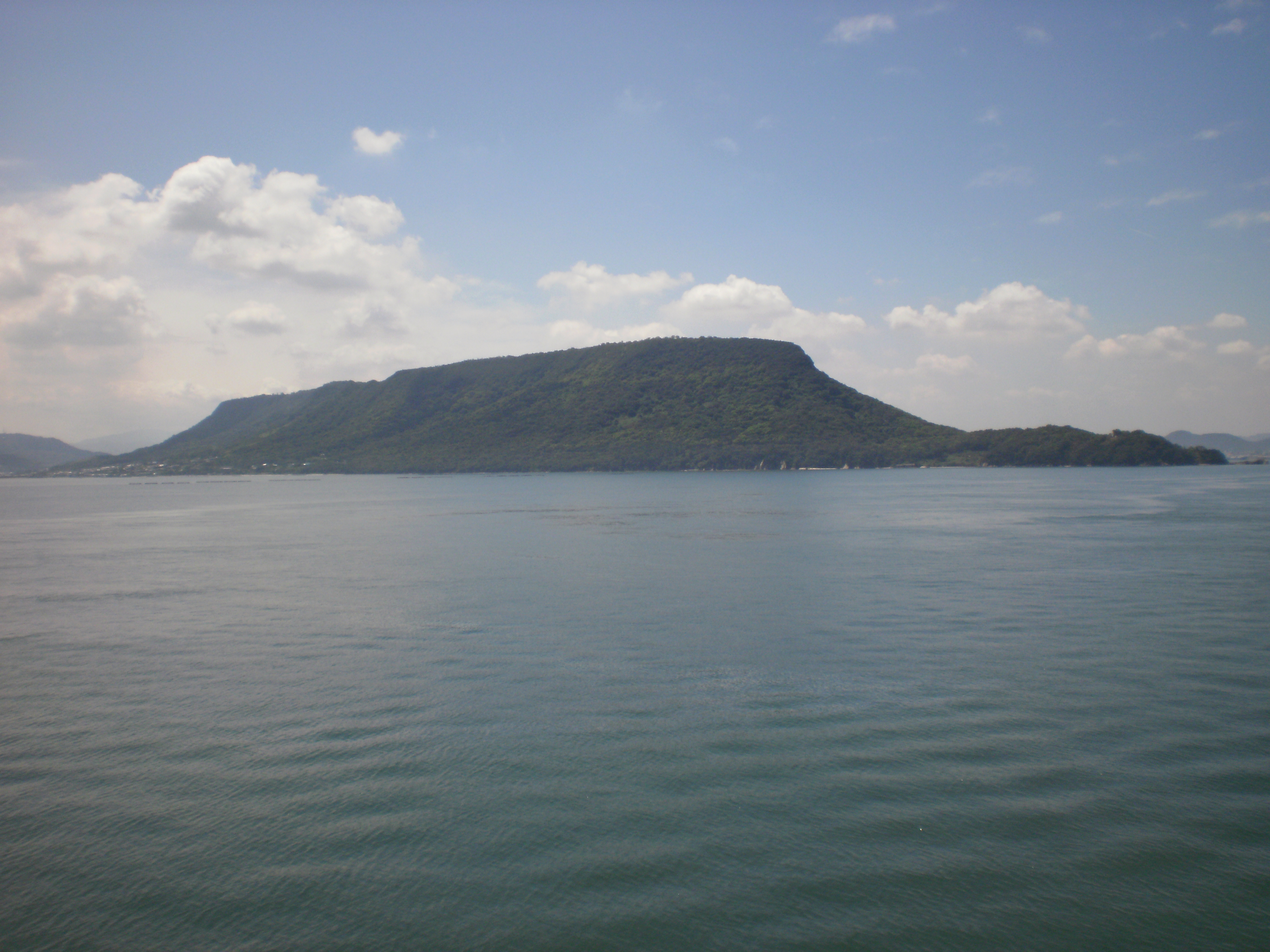
北方海上で屋島を遠望

山上からは、西方約28キロメートルの香川県の五色台と岡山県の鷲羽山に挟まれた、備讃瀬戸の海路が遠望できる。また、讃岐城山城（さぬききやまじょう）と鬼ノ城（きのじょう）も視野に入る。
島内には、北端に長崎鼻（ながさきのはな）古墳、北嶺山上に千間堂（せんげんどう）跡、東岸の入江（屋島湾）一帯は源平合戦（治承・寿永の乱）の屋島古戦場、北端の岬に高松藩が築いた砲台跡などがある。
四国にある古代山城は、屋嶋城・讃岐城山城・永納山城（えいのうざんじょう）の三城である。
屋嶋城の城門遺構は、瀬戸内海国立公園に指定された屋島（屋島園地）に所在する。

## 関連の歴史
『日本書紀』には 、「大和国に高安城・讃岐国に屋嶋城（やしまのき）・対馬国に金田城を築く」と、記載されている。
日本書紀に記載された、白村江の戦いと、防御施設の設置記事は下記の通り。
- 天智天皇2年（663年）：白村江の戦いで、倭（日本）・百済復興軍は朝鮮半島で唐・新羅連合軍に大敗する。
- 天智天皇3年（664年）： 対馬島・壱岐島・筑紫国などに防人と烽（とぶひ）を配備し、筑紫国に水城を築く。
- 天智天皇4年（665年）：長門国に城を築き、筑紫国に大野城と基肄城を築く。
- 天智天皇6年（667年）：大和国に高安城・讃岐国に屋嶋城・対馬国に金田城を築く。この年、中大兄皇子は、大津に遷都し、翌年の正月に天智天皇となる。

## 調査・研究
遺構に関する事柄は、概要に記述の通り。
- 浦生地区の城跡は、1917年(大正6年)、関野貞が踏査研究で発見した遺構である[34]。1980年(昭和55年)、浦生地区の遺構の発掘調査が行われたが、遺構の年代を決定できず、未確定遺構とされた[35]。しかし、2009年(平成21年)の発掘調査で、築城年代を示す土器（須恵器平瓶）が発掘され、城跡遺構であることが判明した[24]。
- 屋島の地形から、浦生集落と南方の中筋集落の谷部からの進攻が考えられる。塁壁を設けて防禦線を確保するならば、この二か所に築かれるべきだろうと推論する[注 14][36]。
- 「讃吉國山田郡屋嶋城」と、評名（郡名）を記載しているのは、讃岐国内におけるもう一城の存在を暗示している。もう一城とは、讃岐城山城であると論考する[37]。
- 中国桓仁県五女山城は日本の屋島を大きくした形であって、どちらも利用した地形がたまたま同じような形というだけで、前者は高句麗でも唯一の、屋島城も日本では唯一の、それぞれ例外的なものであると論考する[38]。
- 南嶺山上の北斜面土塁は、1984年(昭和59年)、村田修三が踏査研究で発見した遺構である[39]。しかし、城門遺構の石塁が発見されるまでは山上に遺構が見当たらず[21]、考古学の視点では実体の無い幻の城の状況であった[11]。1998年(平成10年)、高松市民の平岡岩夫による南嶺山上の石塁の発見を契機に[40][41]、城門跡と築城年代を示す土器が発掘され、山上の城の存在が明確になった[15]。
- 九州管内の城も、瀬戸内海沿岸の城も、その配置・構造から一体的・計画的に築かれたもので、七世紀後半の日本が取り組んだ一大国家事業である[42]。
- 1898年（明治31年）、高良山の列石遺構が学会に紹介され、「神籠石」の名称が定着した[注 15]。そして、その後の発掘調査で城郭遺構とされた。一方、文献に記載のある屋嶋城などは、「朝鮮式山城」の名称で分類された。この二分類による論議が長く続いてきた。しかし、近年では、学史的な用語として扱われ[注 16]、全ての山城を共通の事項で検討することが定着してきた。また、日本の古代山城の築造目的は、対外的な防備の軍事機能のみで語られてきたが、地方統治の拠点的な役割も認識されるようになってきた[43]。

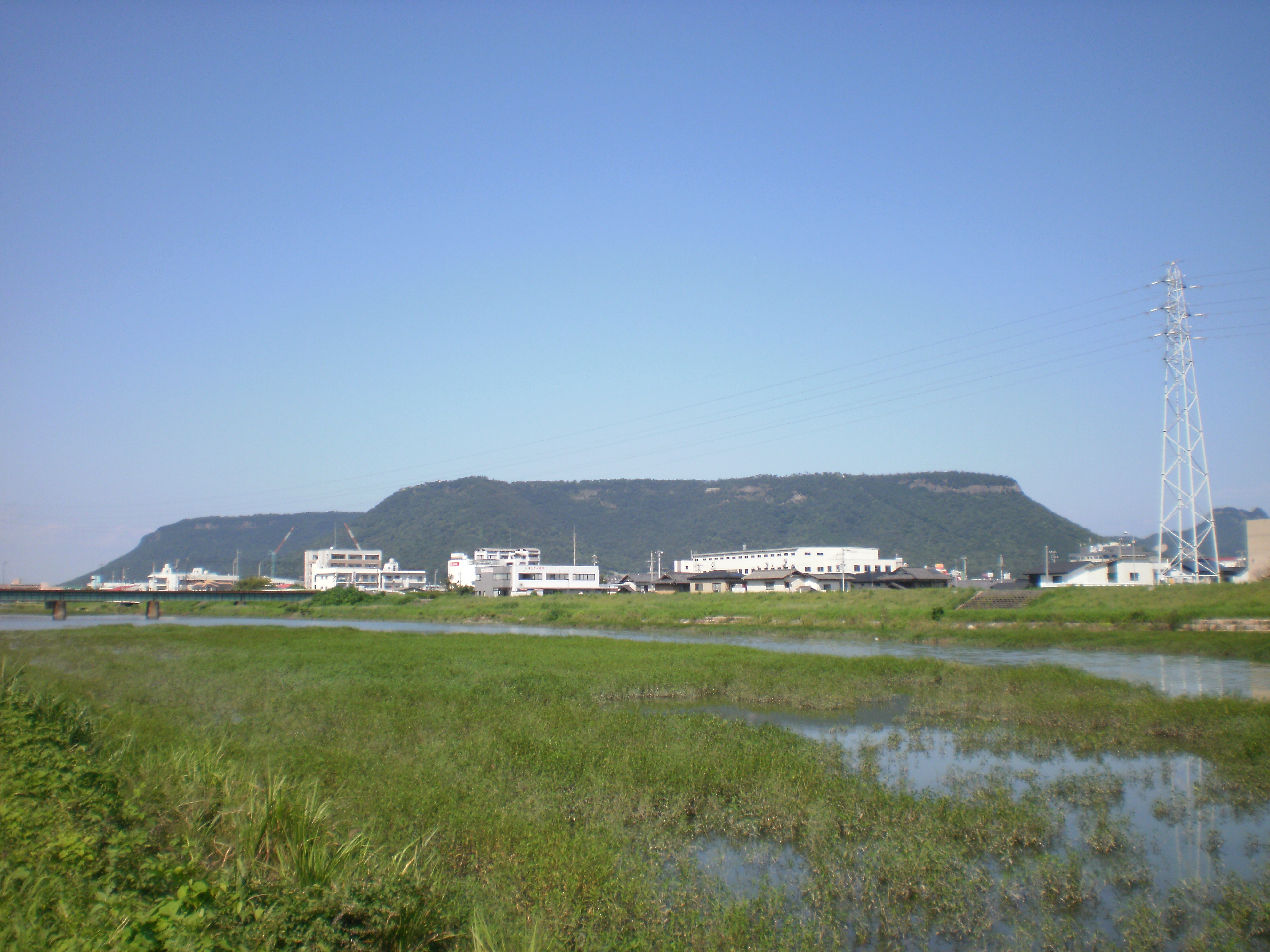
南西（春日川）で望む
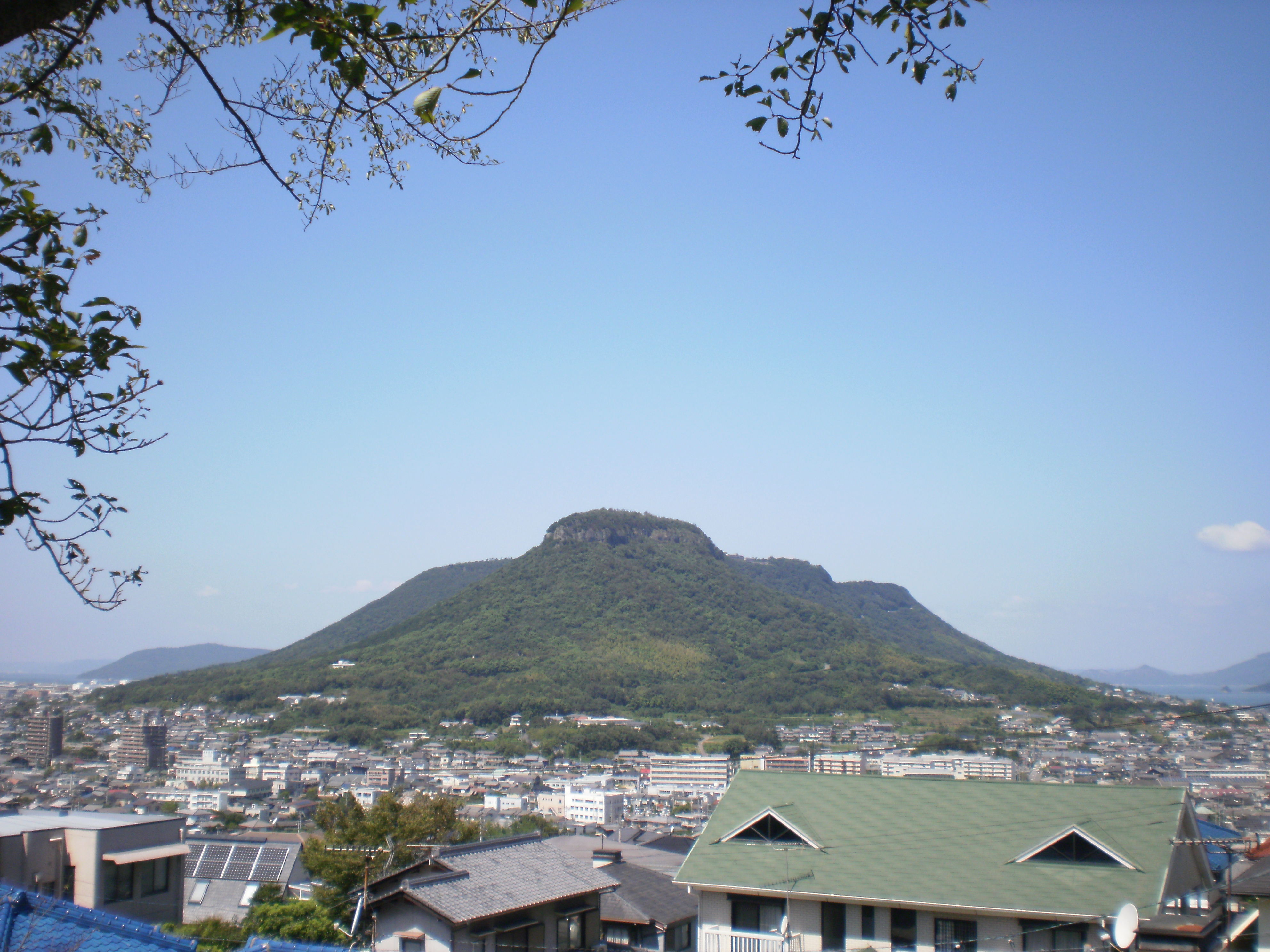
南東（龍王台）で望む
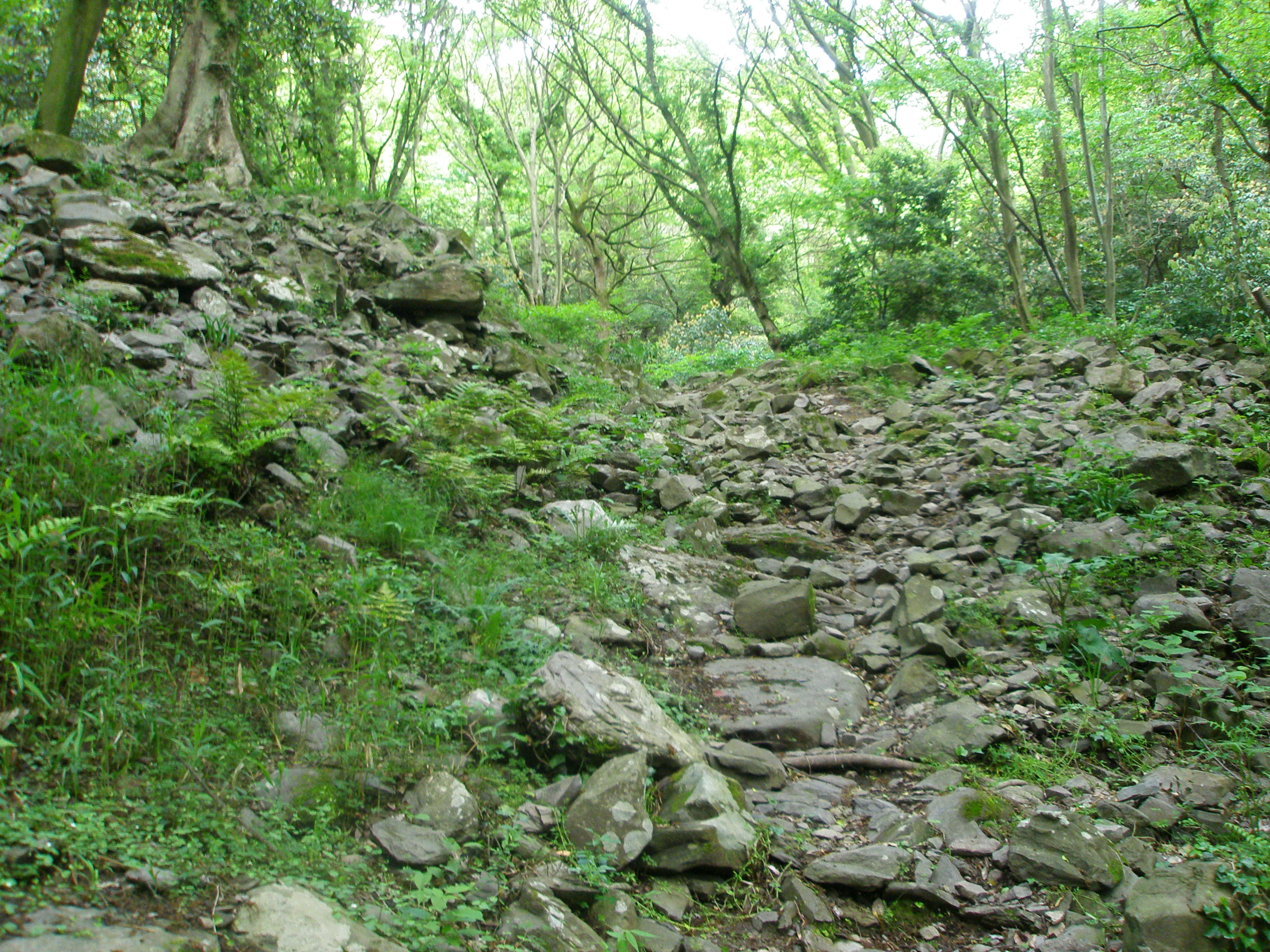
浦生石塁を入口で望む
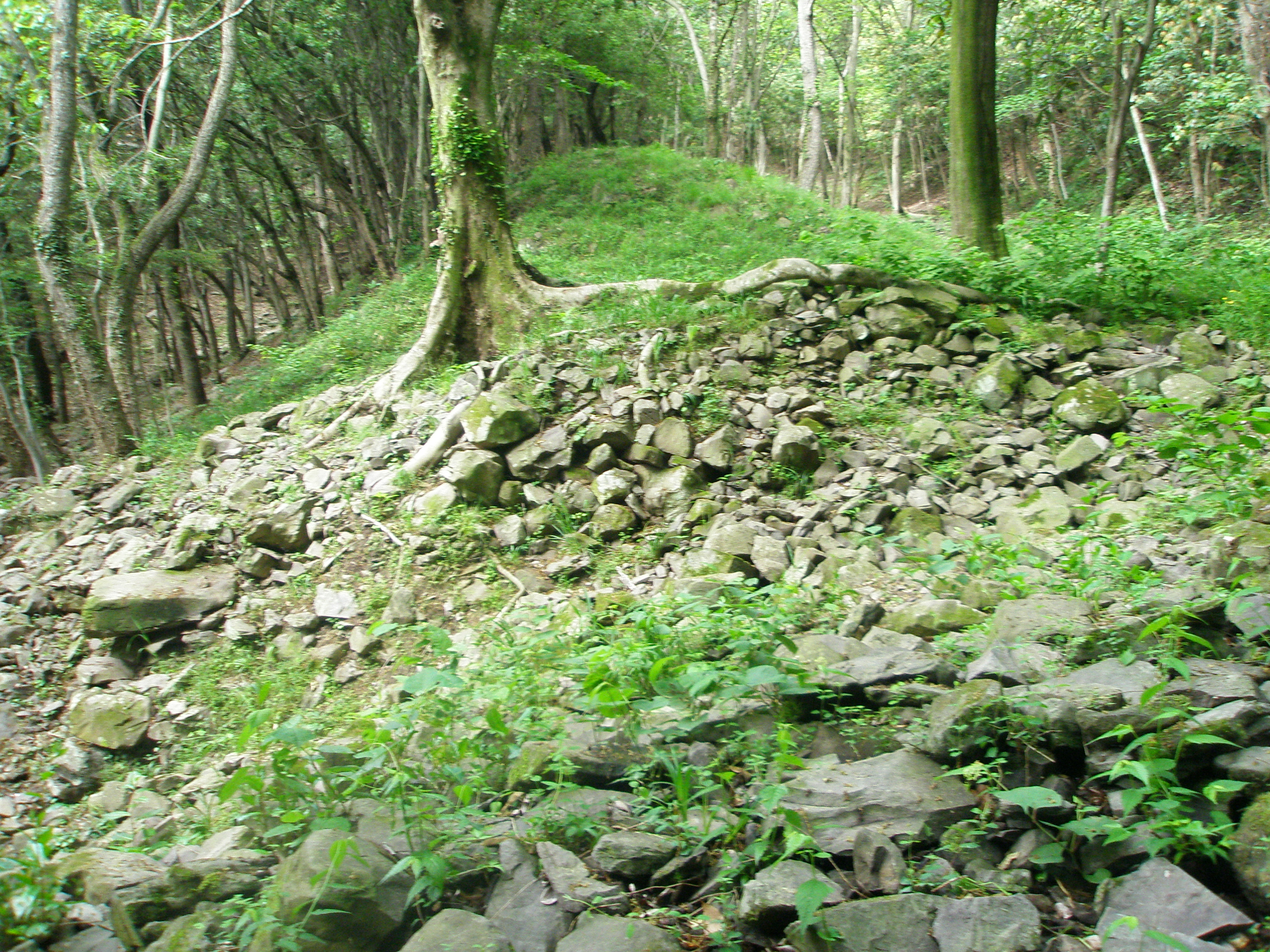
浦生石塁の断面部
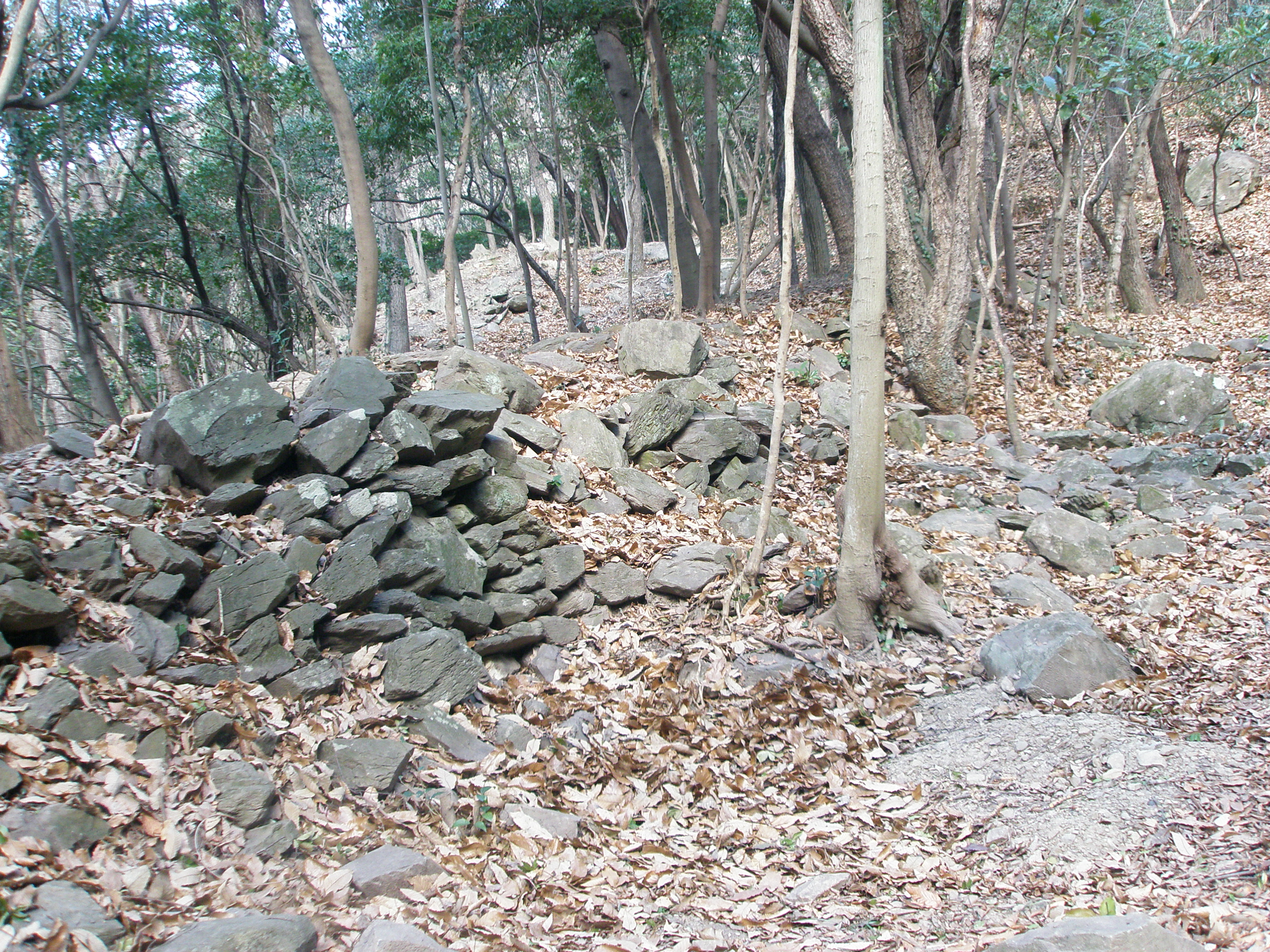
城内で物見台を望む
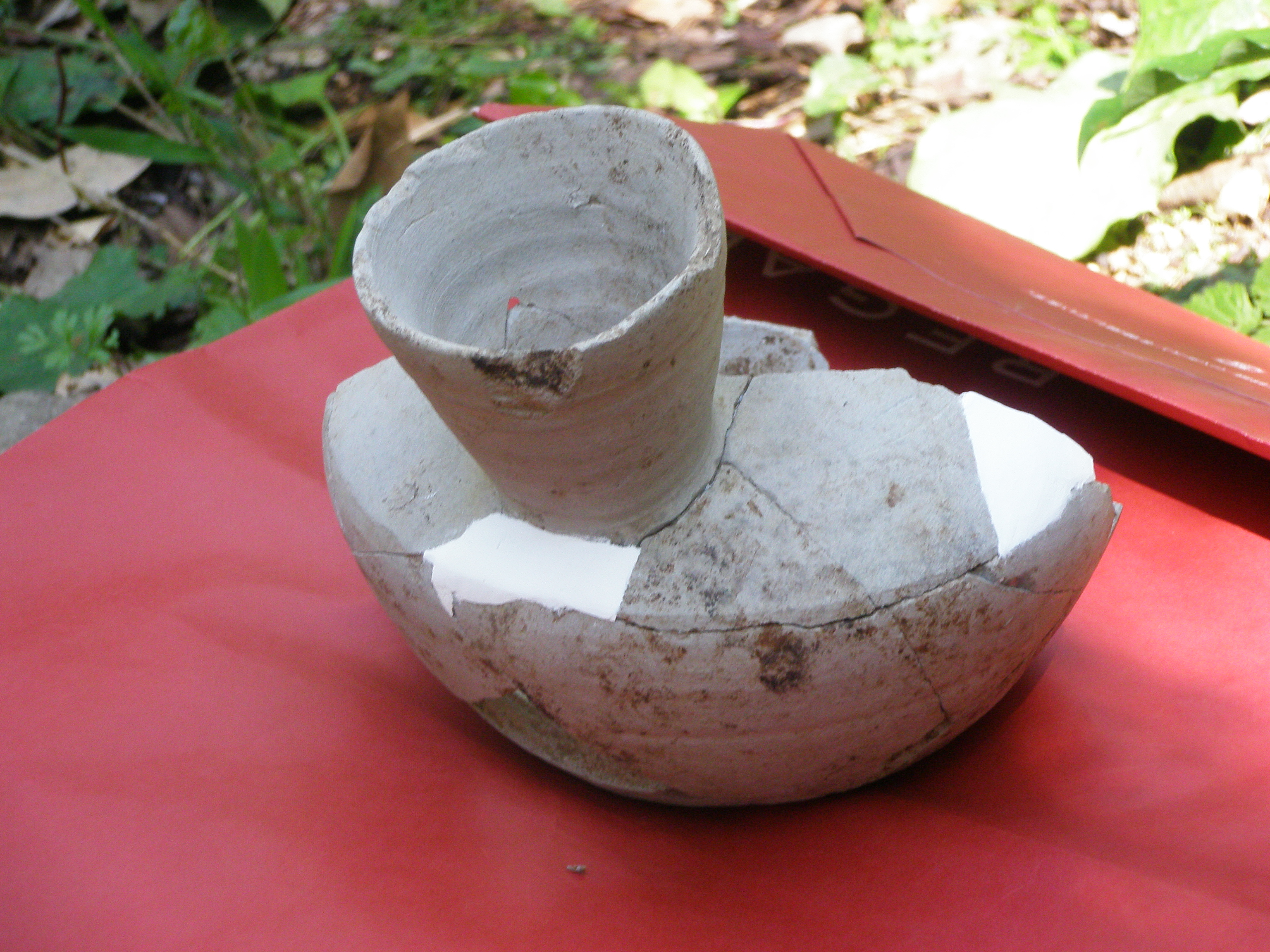
発掘、須恵器平瓶

## 現地情報
- 山上の遊歩道の要所に「瀬戸内海国立公園 屋島案内図」の説明板や案内標示がある。山上の駐車場から徒歩15分ほどの場所に、城門遺構の見学路が整備されている。終日、無料公開であるが、夜間の照明は無い。山上の駐車場へは屋島スカイウェイが通じている。屋島登山を兼ねる場合は歩行者専用の屋島登山道（参道・遍路道・四国のみち・県道）を登ることになる。屋島登山道の中腹から城門遺構に通じる道が整備されているが、急勾配で階段の多い狭い山道である。城門遺構は、コンピューターグラフィックスで復元された城門などを、スマートホンやタブレット端末で見ることができる機能が付与されている[28]。
- 城門遺構以外の山上地区・浦生地区の遺構は未整備であるが、学術調査は継続されている[10]。

## ギャラリー

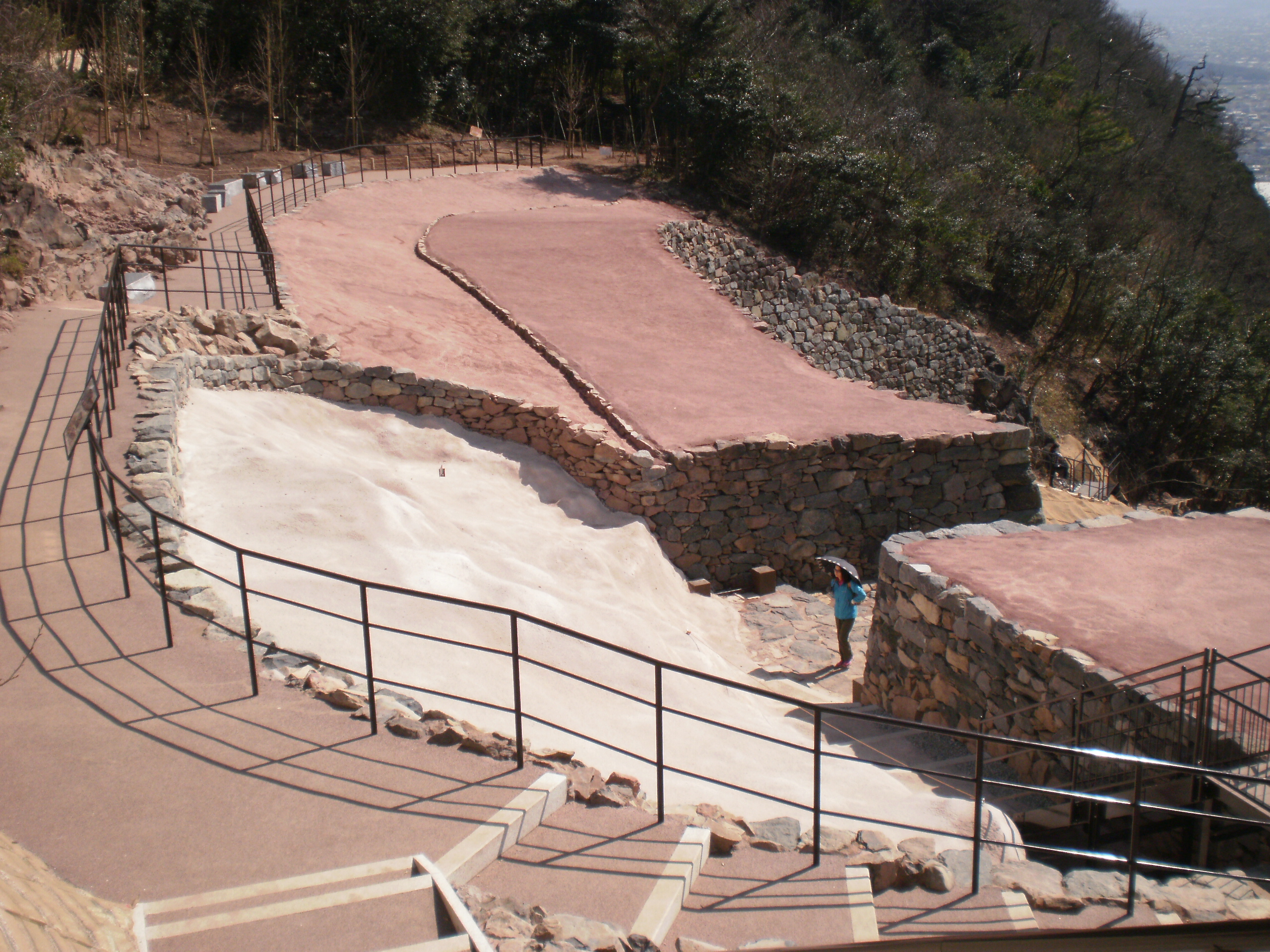
甕城（城門の城内）
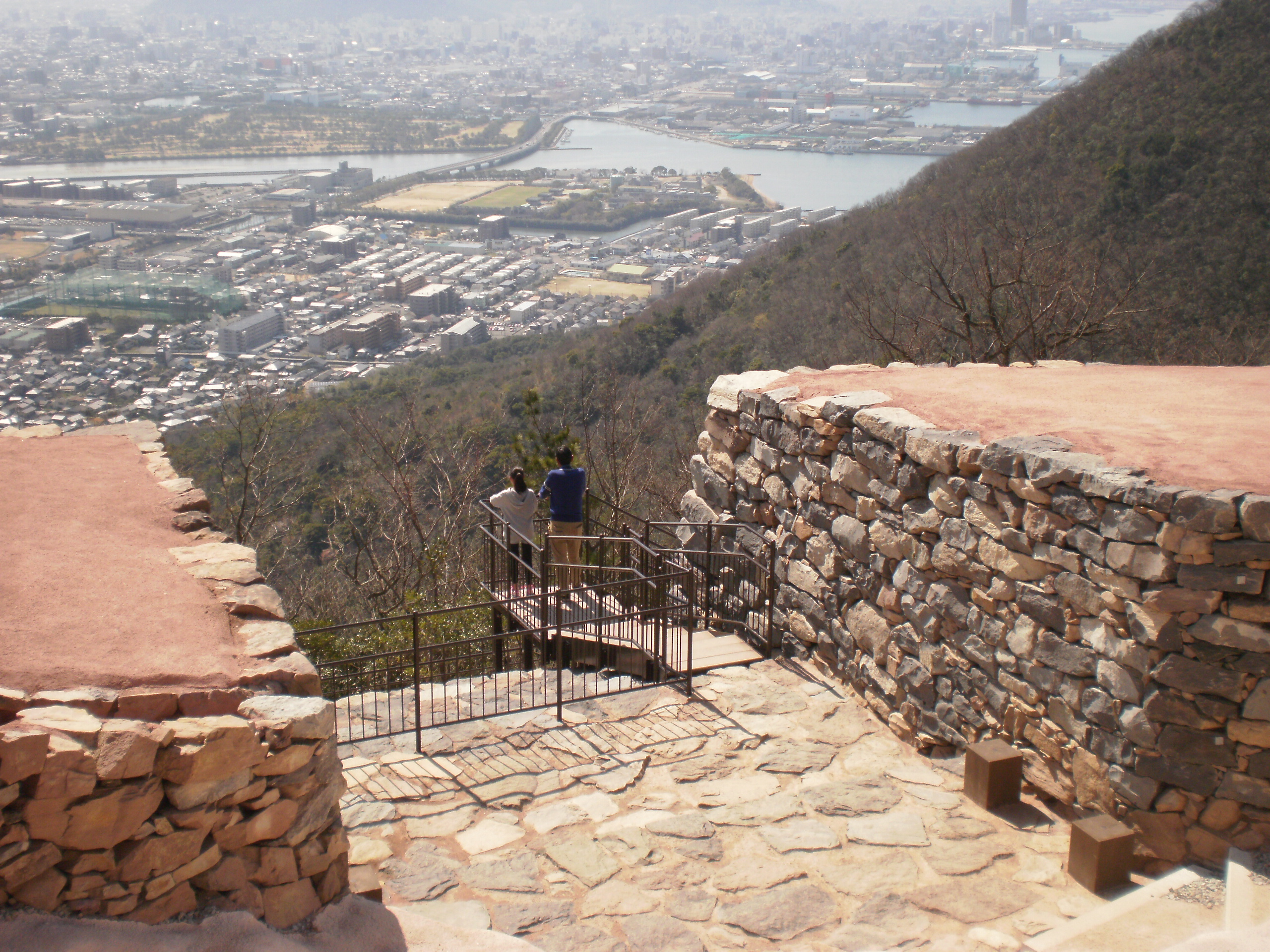
城門より市街を望む
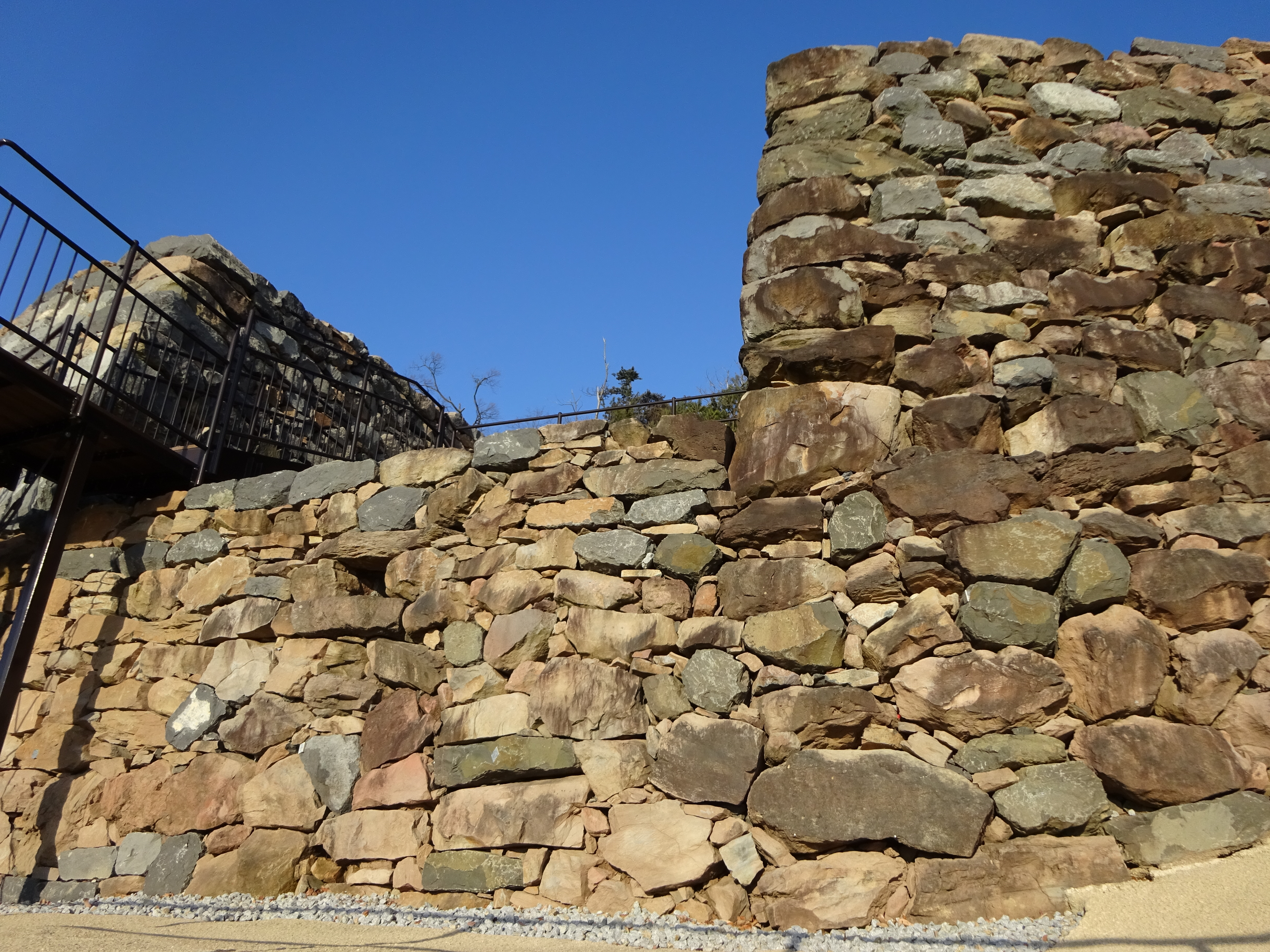
入口の高さ2.5 m（懸門）
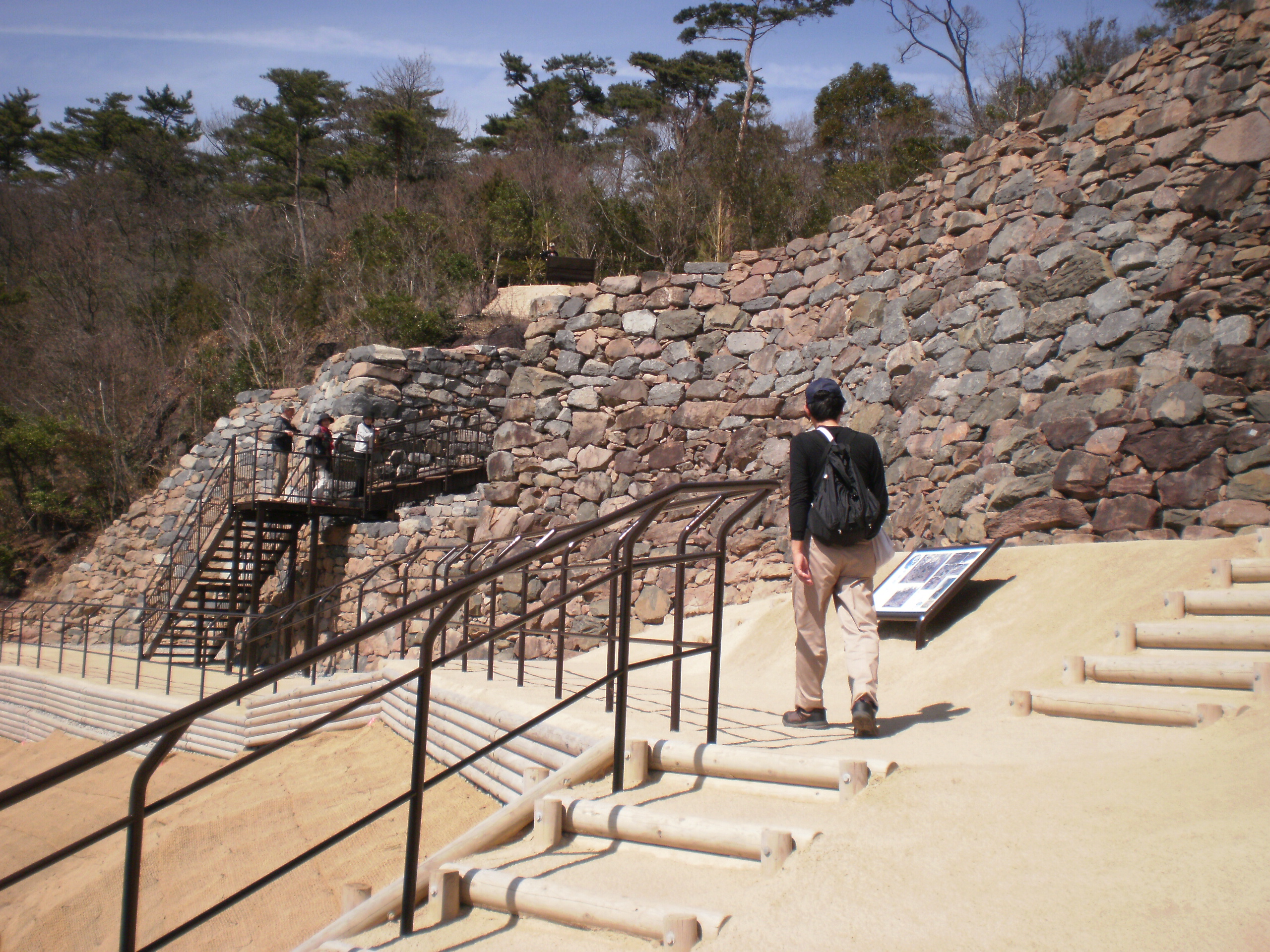
南側より北側を望む
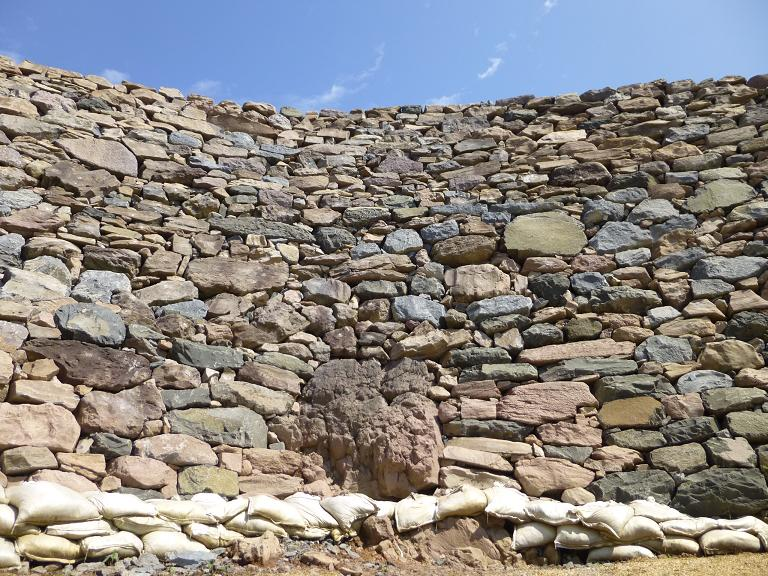
高さ6 mの城壁正面